# 루트 (프로게이머)
루트(본명: 문검수, 1999년 1월 5일 ~ )는 대한민국의 리그 오브 레전드 프로게이머로 아이디는 Route이다. 포지션은 AD 캐리이다.

## 선수 생활
2016년 5월 25일, 챌린저스의 버튜어소 게이밍에 입단하면서 프로 커리어를 시작했다. 2016년 7월 24일, 팀에서 퇴단했다.
2017년 4월, APK 프린스에 입단했다. 서머 시즌 팀의 주전 원딜러로 활동했다. 하지만 2018 스프링 시즌에서는 출전하지 못했다.
2018년 5월, 터키의 다크 패시지에 입단했다.
2018년 8월, 갈락티코스에 입단했다.
2019시즌을 앞두고 진에어 그린윙스에 입단했다. 진에어에서는 팀이 추락하는 와중에서도 좋은 모습을 보여주었다.
2020시즌을 앞두고 샌드박스 게이밍에 입단했다. 스프링 시즌 초반에는 레오의 백업 선수로 활동했으나 점차 주전 원딜러로 발돋움하였다. 팀이 승강전으로 내려가자 출전하여 팀의 잔류에 공헌했다. 서머 시즌에서도 팀의 주전 원딜러로 활동했다.
2021 스프링 시즌에서는 부진한 모습을 보여주었다. 2021 스프링 2라운드를 앞두고 팀 로스터에서 말소되었으며 시즌 종료 이후 퇴단했다.

## 소속팀
| # | 팀명            | 소속 기간               | 소속 리그 | 비고 |
| - | --------------- | ----------------------- | --------- | ---- |
| 1 | 버튜어소 게이밍 | 2016.05.25 ~ 2016.07.24 | CK        |      |
| 2 | APK 프린스      | 2017.04.03 ~ 2018.04.30 | CK        |      |
| 3 | 다크 패시지     | 2018.05.21 ~ 2018.07.09 | TCL       |      |
| 4 | 갈락티코스      | 2018.08.04 ~ 2018.09.05 | TCL       |      |
| 5 | 진에어 그린윙스 | 2018.11.27 ~ 2019.11.19 | LCK       |      |
| 6 | 샌드박스 게이밍 | 2019.11.19 ~ 2021.04.19 | LCK       |      |

## 수상 내역
- 2019 LoL KeSPA컵 울산 준우승